# 堀潮
堀 潮（ほり うしお、1892年（明治25年）6月1日 - 1966年（昭和41年）4月18日）は、日本の思想史家。専門はイギリス政治思想、経済思想。一橋大学名誉教授。

## 人物・経歴
熊本県玉名郡長洲町出身。熊本商業学校 (現・熊本県立熊本商業高等学校）在学中、のちに同僚となる村瀬玄に師事。1911年朝鮮銀行入行。1918年東京高等商業学校（現・一橋大学）本科卒業。外交官を志して、1920年に同校専攻部領事科専攻卒業。東京ではのちに尺八演奏家となった同郷の吉田晴風及びその母とともに、筑土八幡町の長屋の一隅を借りて生活した。
1920年堀光亀教授に請われ文部省在外研究員となるため、法政大学教授及び明治学院教授に就任。
1922年に大学を退職し、文部省在外研究員としてヨーロッパに留学し、植村正久の勧めでイギリス社会思想研究を志し、ロンドン・スクール・オブ・エコノミクスのハロルド・ラスキ研究室に入るとともに、ELSPで、エリー・アレヴィにも師事した。1925年帰国し、和歌山高等商業学校（現・和歌山大学）教授に就任。1930年から同校産業研究部常務理事を務めるとともに、1931年まで東京で関税制度を研究。
1931年東京商科大学（現・一橋大学）学生主事兼専門部教授。1937年東京商科大学予科教授、東京商科大学予科主事。1940年叙正五位。郷里熊本の熊本短期大学の熊本商科大学への昇格の際には、村瀬とともに上原専禄元学長への取り次ぎを行うなどした。1950年一橋大学教授、一橋大学厚生補導部長事務取扱。1956年定年退職、一橋大学名誉教授。1966年叙正四位勲三等、旭日中綬章受章、特旨を以て叙従三位。専門はイギリス政治思想、経済思想。